# Дарби Аллин
Сэмюэль Ратш (англ. Samuel Ratsch, род. 7 января 1993, Сиэтл, Вашингтон), более известный под именем Да́рби А́ллин — американский рестлер, выступающий в All Elite Wrestling (AEW), где является бывшим двукратным чемпионом TNT. Он также известен своими выступлениями в промоушенах World Wrestling Network, включая Evolve.

## Ранняя жизнь
В детстве Ратш занимался легкой атлетикой и играл в американский футбол, поскольку один из его дедов выступал в НФЛ. Он также участвовал в студенческой борьбе, но только потому, что думал, что это рестлинг. Позже он учился в киношколе в Аризоне, но бросил учёбу, чтобы продолжить карьеру скейтбордиста. Благодаря связям с Мэттом Шлагером, Ратш регулярно появлялся в видеороликах на шоу MTV Ridiculousness, пока один ролик не оказался слишком экстремальным для передачи. Он также появился в эпизоде шоу TLC «Секс отправил меня в скорую помощь», позже признавшись в интервью, что история была сфабрикована, так как ему нужны были деньги. Около трех лет Ратш был намеренно бездомным.

## Карьера в рестлинге

### Независимые компании (2015—2019)
Ратш дебютировал в рестлинге в 2015 году под именем Дарби Грейвс, а затем сменил его на Дарби Аллин. В конце 2017 года он выступал в промоушне Game Changer Wrestling (GCW).

### World Wrestling Network (2016—2019)
Аллин дебютировал за World Wrestling Network на Evolve 59 в апреле 2016 года, проиграв Итану Пейджу. На Evolve 74 Аллин победил Брайана Кейджа. Аллин дебютировал на Style Battle в январе 2017 года, проиграв Дэйву Кристу. Аллин дебютировал на Full Impact Pro в начале 2017 года на FIP Everything Burns, проиграв в матче Fight For All. На том же шоу Аллин вместе с АР Фоксом, Дэйвом Кристом и Сами Каллиханом победил Сэмми Гевару, Дезмонда Ксавьера, Джейсона Кинкейда и Джейсона Кейда. На Evolve 93 он был побежден DJZ. В январе 2018 года Аллин встретился с Заком Сейбром-младшим за титул чемпиона Evolve на EVOLVE 98, но проиграл.
30 августа 2018 года было объявлено, что на Evolve 113 Аллин встретится с рестлером NXT Вельветин Дримом. На Evolve 113 Аллин проиграл Дриму. На Evolve 116 Аллин проиграл Мустафе Али. На Evolve 117 Аллин проиграл Кассиусу Оно. На следующий вечер на Evolve 118 Аллин проиграл Родерику Стронгу.
Во время уикенда WrestleMania он провел свой последний матч за Evolve на Evolve 125, победив Энтони Генри. Он также выступил на шоу Amerika Ist Wunderbar, организованном Westside Xtreme Wrestling (wXw) совместно с WWN, где победил Лавину. На следующий день на WWN Supershow Mercury Rising он объединился со своей женой Присциллой Келли, где их победили Остин Тиори и Брэнди Лорен. В те же выходные стало известно, что он собирается прекратить свои трехлетние отношения с Evolve и WWN.

### Lucha Libre AAA Worldwide (2018)
3 июня 2018 года Аллин дебютировал в Lucha Libre AAA Worldwide на Verano de Escándalo в шестистороннем матче, который выиграл Аэро Стар. В матче также участвовали Драго, Сэмми Гевара, Австралийский Самоубийца и Золотой Маг.

### Progress Wrestling (2018—2019)
В 2018 году Аллин выступал за Progress Wrestling во время их американских туров. Он дебютировал в промоушене на шоу Chapter 66: Mardi Graps, проходившем в Луизиане, в матче Thuderbastard, который выиграл Джефф Кобб. Позже он появился на пятый день шоу Coast to Coast Tour, объединившись с Джеком Сексмитом и Тони Шторм в матче команд из шести человек.
14 марта 2019 года Аллин был объявлен участником Super Strong Style 16. На шоу он потерпел поражение от Пола Робинсона. Во второй день он объединился с Крисом Риджвеем и Лаки Кидом в матче команд из шести человек по правилам луча, победив Артемиса Спенсера, Криса Брукса и DJZ. В третий день Аллин принял участие в матче-скрэмбле, который выиграл Брукс.

### All Elite Wrestling (2019-н.в.)
12 апреля 2019 года Аллин подписал контракт с недавно созданной компанией All Elite Wrestling (AEW). Он дебютировал в AEW на шоу Fyter Fest 29 июня, где сразился с Коди в ничью по истечении времени. В следующем месяце на Fight for the Fallen Аллин в команде с Джои Джанелой и Джимми Хэвоком проиграл Шону Спирсу, MJF и Сэмми Геваре. После матча трое обвинили друг друга в поражении и устроили драку за кулисами. Впоследствии, 31 августа на шоу All Out, был назначен трехсторонний матч, который выиграл Хэвок.
В октябре Аллин вступил в борьбу за титул чемпиона мира AEW и 16 октября в эфире Dynamite бросил вызов Крису Джерико, но проиграл. 15 января 2020 года на шоу Bash at the Beach Аллин участвовал в турнире четырёх человек за право претендовать на титул чемпиона мира AEW, но проиграл в первом раунде Паку. После этого Аллин начал вражду с Сэмми Геварой, союзником Джерико. Они встретились на Revolution 29 февраля, где Аллин вышел победителем. В апреле Аллин участвовал в турнире на звание первого обладателя титул чемпиона TNT AEW. Победив Гевару в первом раунде, он выбыл, проиграв Коди в полуфинале.
23 мая Аллин принял участие в матче с лестницами на Double or Nothing, но проиграл, так как матч выиграл дебютировавший Брайан Кейдж. После отсутствия Аллин вернулся на Fight for the Fallen 15 июля, напав на Кейджа со скейтбордом. На эпизоде Dynamite 29 июля Аллин в команде с чемпионом мира AEW Джоном Моксли победил Кейджа и Рикки Старкса в командном матче, после чего Аллин получил право на матч с Моксли за чемпионство. Матч состоялся на следующей неделе на Dynamite, где Аллин потерпел поражение. 29 августа в 30-секундном черно-белом ролике Аллин шел по лесной дороге, а затем поднялся на вершину моста и спрыгнул с него в реку.

#### Чемпионство TNT и союз со Стингом (2020—н.в.)
7 ноября 2020 года Аллин выиграл титул чемпиона TNT AEW на Full Gear, победив Коди Роудса. После этого Роудс и Аллин объединились в противостоянии с командой Тэза. 2 декабря 2020 года на специальном шоу Winter Is Coming Аллин и Коди объединились и победили Хоббса и Старкса, а после матча Стинг дебютировал в AEW и прогнал команду Тэза, когда они набросились на Аллина и Роудса. 13 января 2021 года на специальном шоу New Year’s Smash Аллин провел свою первую успешную защиту против Брайана Кейджа. На Revolution Аллин и Стинг одержали победу над Командой Тэза в кинематографическом матче. 10 марта 2021 года Аллин успешно защитил титул чемпиона TNT AEW против Скорпио Скай.
17 марта Аллин бросил открытый вызов «Темному Порядка», как дань уважения покойному «величайшему чемпиону TNT всех времен» Броди Ли, на который ответил Джон Сильвер. На следующей неделе Аллин победил Сильвера и сохранил титул. 21 апреля Аллин успешно защитил титул чемпиона TNT против Джангл Боя, а 28 апреля против Десять из «Темного Порядка».
12 мая на Dynamite Аллин проиграл чемпиона TNT AEW Миро, завершив рекордное чемпионство, длившееся 186 дней.
На шоу Double or Nothing Аллин в команде со Стингом победил команду Скорпио Скай и Итана Пейджа.
В эпизоде AEW Rampage от 20 августа под названием The First Dance Аллин получил вызов на матч на шоу All Out от Си Эм Панка, который дебютировал в AEW после семилетнего отсутствия в рестлинге.

## Личная жизнь
21 ноября 2018 года Ратш женился на коллеге-рестлере Присцилле Келли. 10 августа 2020 года пара объявила о разводе. В декабре 2020 года Келли подтвердила во время выступления на подкасте Вики Герреро Excuse Me, что они больше не женаты, но остаются друзьями.
Рэтш ведет образ жизни straight edge. Он является поклонником панк-рока, а его имя «Дарби Аллин» происходит от имени фронтмена группы Germs Дарби Крэша и трансгрессивного музыканта Джи-Джи Аллина.

## Титулы и достижения
- All Elite Wrestling
  - Чемпион TNT AEW (2 раза)[22][23]
  - Командный чемпион мира AEW (1 раз) — со Стингом
- Northeast Wrestling
  - Чемпион NEW в тяжёлом весе (1 раз)[24][25]
- Pro Wrestling Illustrated
  - № 55 в топ 500 рестлеров в рейтинге PWI 500 в 2020[26]
- Style Battle
  - Style Battle 7 (2017)[27]